# Frontière entre la Croatie et l'Union européenne
La frontière entre la Croatie et l'Union européenne était jusqu'au 1er juillet 2013 la frontière délimitant les territoires voisins sur lesquels s'exerce la souveraineté de la Croatie ou de l'un des États membres de l'Union européenne. 

## Historique
La frontière croato-européenne est créée le 25 juin 1991 par la déclaration d'indépendance de la Croatie vis-à-vis de la Yougoslavie. Elle succède donc pour partie à l'ancienne frontière entre la Yougoslavie et la Communauté économique européenne.

### 1991-2004
Du 25 juin 1991 au 30 avril 2004, cette frontière entièrement maritime se superposait avec la frontière entre la Croatie et l'Italie, soit une longueur de ? km.

### 2004-2013
À la suite de l'adhésion de la Slovénie et de la Hongrie à l'Union européenne le 1er mai 2004, la Croatie a possédé une frontière terrestre de 999 km avec l'Union européenne.

### Depuis 2013
Le 1er juillet 2013, cette frontière a disparu avec l'adhésion de la Croatie à l'Union européenne.  Le pays ne faisant toutefois pas partie de l'espace Schengen, les frontières avec la Hongrie et la Slovénie demeurent soumises à des contrôles frontaliers.